# صائد الغيلان
صائد الغيلان (بالإنجليزية: Trollhunters)‏ هو مسلسل رسوم متحركة أمريكي خيالي من تأليف غييرمو ديل تورو لصالح نتفليكس وانتاج استوديوهات دريموركس للرسوم المتحركة . الحلقات الأولى من المسلسل عرضت لأول مرة في 8 أكتوبر 2016، في كوميك كون نيويورك. وتم عرضه رسمياً في جميع أنحاء العالم على نتفليكس بتاريخ 23 ديسمبر 2016. ترشح المسلسل تسعة مرات للفوز بجائزة إيمي في عام 2017، وفاز بستة جوائز، منها الاخراج المتميز، أفضل أداء وكتابة ببرنامج رسوم متحركة. وترشح أيضاً لأربعة جوائز آني في عام 2017، وفاز بثلاثة في فئة الإنجاز المتميز في الرسوم المتحركة، الشخصيات، لوحة القصة، وقد جددت نتفليكس المسلسل لموسم ثان من ثلاثة عشر حلقة، الذي صدر في 15 ديسمبر 2017. وسيواصل أنتون يلشين أداء صوت جيم ليك في الموسم 2 حيث سجل ما يكفي من الحوار قبل وفاته. وتم الإعلان أيضاً عن الموسم الثالث والأخير لعام 2018.

## القصة
بعد اكتشافه لتميمة غامضة، يعتزم «جيم ليك» فتى مراهقٌ عادي
خوض قدَرٍ لم يكن بالحسبان، وينطلق في رحلة لإنقاذ عالَميْن، البشر والغيلان معاً.

## الشخصيات
- جيم ليك جونيور
- توبايس
- كلير
- بلينكي
- ارغ (اع )

## النسخة العربية
- معوض إسماعيل - جيم (الموسم الأول)
- تامر القاضي - جيم (الموسم الثاني)
- كريم الحسيني - توبي
- تامر الكاشف - والتر/ستريكلر
- رامي الطمباري - بلنكي
- محمد الشرشابي - أععع
- هشام الشاذلي - بولار
- عمر عبد الحليم - كانجيجار
- جهاد أبو العنين - درال
- أحمد خليل - فيندل
- لاشينة لاشين- الملكة بوسيرنا/باربارا
- إياد وليد - إيلاي
- عاصم الأبيض - ديكتاشيوس
- شادية حسني - وايزومبا
- أمنية العربية - بورك/دارسي
- أحمد شمعة - ستيف
- عابد عناني - جنمار
- إلهامي أمين - أوتو
- إبراهيم غريب - ليس إنريكي
- هنادي عبد الخالق - نومورا
- يامن عبد النور - المقرمش

## روابط خارجية
- صائد الغيلان على موقع IMDb (الإنجليزية)
- صائد الغيلان على موقع ميتاكريتيك (الإنجليزية)
- صائد الغيلان على موقع روتن توميتوز (الإنجليزية)
- صائد الغيلان على موقع نتفليكس (الإنجليزية)
- صائد الغيلان على موقع فيلمافينيتي (الإسبانية)
- صائد الغيلان على موقع كينوبويسك (الروسية)
- صائد الغيلان على موقع ألو سيني (الفرنسية)
- صائد الغيلان على موقع قاعدة بيانات الفيلم (الإنجليزية)